# Siedmichowka
Siedmichowka (ros. Седмиховка) – wieś (dieriewnia) w Rosji, w obwodzie kurskim, w rejonie zołotuchińskim. W 2010 liczyła 237 mieszkańców.